# Vale Verde (Rio Grande do Sul)
Vale Verde é um município brasileiro do estado do Rio Grande do Sul.
Terra fértil e beleza singular.

## Geografia
Localiza-se a uma latitude 29º47'13" sul e a uma longitude 52º11'03" oeste, estando a uma altitude de 91 metros.
Possui uma área de 334,86 km² e sua população de acordo com o censo demográfico de 2010 era de 3253 habitantes.
Em 2013 a população era de 3.404 habitantes.

## Pontos turisticos[6]
- Túnel Verde
- Figueira Gigante
- Morada da Figueira
- Balneário Monte Alegre
- Rede Ferroviaria
- Buraco Fundo
- Casa da Princesa Isabel
- Alambique Seibert